# Пиначево (село)
Пиначево — село в Елизовском районе Камчатского края России. Входит в состав Раздольненского сельского поселения.

## География
Село находится на берегу реки Пиначевская, на расстоянии 18 км к северу города Елизово, административного центра района.

## История
Село основано в 1946 году и было названо по гидрониму Пиначевская.

## Население
| 2002 | 2010 | 2012 | 2013 | 2015 | 2016 | 2018 |
| ---- | ---- | ---- | ---- | ---- | ---- | ---- |
| 54   | ↗67  | →67  | ↗68  | ↘65  | ↗67  | ↗69  |
| 2020 |      |      |      |      |      |      |
| ↗70  |      |      |      |      |      |      |

## Улицы
В селе имеются две улицы: Лесная и Набережная.

## Достопримечательности
Северо-восточнее села находится природный парк «Налычево». Один из способов попасть в центральную часть парка — это пешеходная тропа протяжённостью около 50 км, начинающаяся от кордона в селе Пиначево.